# Dendropsophus minutus
Dendropsophus minutus é uma espécie de anfíbio da família Hylidae. Pode ser encontrada na Argentina, Uruguai, Paraguai, Bolívia, Brasil, Peru, Equador, Colômbia, Venezuela, Guiana, Suriname, Guiana Francesa e Trinidad e Tobago.